# Giro d’Italia 2016
99. edycja wyścigu kolarskiego Giro d’Italia odbyła się w dniach 6 – 29 maja 2016. Liczyła dwadzieścia jeden etapów o łącznym dystansie 3883 km. Wyścig ten zaliczany był do rankingu światowego UCI World Tour 2016.

## Uczestnicy
Na starcie wyścigu stanęły dwadzieścia dwie drużyny. Wśród nich znalazło się osiemnaście ekip UCI World Tour 2016 oraz cztery inne zaproszone przez organizatorów.
| Numery  | Kod | Drużyna                |
| ------- | --- | ---------------------- |
| 1-9     | ALM | Ag2r-La Mondiale       |
| 11-19   | AST | Pro Team Astana        |
| 21-29   | BAR | Bardiani CSF           |
| 31-39   | BMC | BMC Racing Team        |
| 41-49   | CPT | Cannondale Pro Cycling |
| 51-59   | DDD | Team Dimension Data    |
| 61-69   | EQS | Etixx-Quick Step       |
| 71-79   | FDJ | FDJ                    |
| 81-89   | GAZ | Gazprom-RusVelo        |
| 91-99   | IAM | IAM Cycling            |
| 100-109 | LAM | Lampre-Merida          |

| Numery  | Kod | Drużyna                    |
| ------- | --- | -------------------------- |
| 111-119 | LTS | Lotto Soudal               |
| 121-129 | MOV | Movistar Team              |
| 131-139 | NIP | Nippo-Vini Fantini         |
| 141-149 | OGE | Orica-GreenEDGE            |
| 151-159 | TGA | Team Giant-Alpecin         |
| 161-169 | KAT | Team Katusha               |
| 171-179 | TLJ | Team LottoNL-Jumbo         |
| 181-189 | SKY | Team Sky                   |
| 191-199 | TNK | Tinkoff                    |
| 201-209 | TRE | Trek-Segafredo             |
| 211-219 | STH | Wilier Triestina-Southeast |

## Etapy
| Etap | Data    | Start – Meta                        | km            | Typ           | Zwycięzca etapu      | Lider              |               |
| ---- | ------- | ----------------------------------- | ------------- | ------------- | -------------------- | ------------------ | ------------- |
| 1.   | 6 maja  | Apeldoorn                           | 9,8           | ITT           | Tom Dumoulin         | Tom Dumoulin       |               |
| 2.   | 7 maja  | Arnhem – Nijmegen                   | 190           | Płaski        | Marcel Kittel        | Tom Dumoulin       |               |
| 3.   | 8 maja  | Nijmegen – Arnhem                   | 190           | Płaski        | Marcel Kittel        | Marcel Kittel      |               |
|      | 9 maja  | Dzień przerwy                       | Dzień przerwy | Dzień przerwy | Dzień przerwy        | Dzień przerwy      | Dzień przerwy |
| 4.   | 10 maja | Catanzaro – Praia a Mare            | 200           | Pagórkowaty   | Diego Ulissi         | Tom Dumoulin       |               |
| 5.   | 11 maja | Praia a Mare – Benewent             | 233           | Pagórkowaty   | André Greipel        | Tom Dumoulin       |               |
| 6.   | 12 maja | Ponte – Roccaraso                   | 157           | Pagórkowaty   | Tim Wellens          | Tom Dumoulin       |               |
| 7.   | 13 maja | Sulmona – Foligno                   | 211           | Pagórkowaty   | André Greipel        | Tom Dumoulin       |               |
| 8.   | 14 maja | Foligno – Arezzo                    | 186           | Pagórkowaty   | Gianluca Brambilla   | Gianluca Brambilla |               |
| 9.   | 15 maja | Radda in Chianti – Greve in Chianti | 40,5          | ITT           | Primož Roglič        | Gianluca Brambilla |               |
|      | 16 maja | Dzień przerwy                       | Dzień przerwy | Dzień przerwy | Dzień przerwy        | Dzień przerwy      | Dzień przerwy |
| 10.  | 17 maja | Campi Bisenzio – Sestola            | 219           | Pagórkowaty   | Giulio Ciccone       | Bob Jungels        |               |
| 11.  | 18 maja | Modena – Asolo                      | 227           | Pagórkowaty   | Diego Ulissi         | Bob Jungels        |               |
| 12.  | 19 maja | Noale – Bibione                     | 182           | Płaski        | André Greipel        | Bob Jungels        |               |
| 13.  | 20 maja | Palmanova – Cividale del Friuli     | 170           | Pagórkowaty   | Mikel Nieve          | Andrey Amador      |               |
| 14.  | 21 maja | Farra d’Alpago – Corvara            | 210           | Górski        | Esteban Chaves       | Steven Kruijswijk  |               |
| 15.  | 22 maja | Kastelruth – Alpe di Siusi          | 10,8          | ITT           | Aleksander Foliforow | Steven Kruijswijk  |               |
|      | 23 maja | Dzień przerwy                       | Dzień przerwy | Dzień przerwy | Dzień przerwy        | Dzień przerwy      | Dzień przerwy |
| 16.  | 24 maja | Bressanone – Andalo                 | 132           | Pagórkowaty   | Alejandro Valverde   | Steven Kruijswijk  |               |
| 17.  | 25 maja | Molveno – Cassano d’Adda            | 196           | Płaski        | Roger Kluge          | Steven Kruijswijk  |               |
| 18.  | 26 maja | Muggiò – Pinerolo                   | 244           | Pagórkowaty   | Matteo Trentin       | Steven Kruijswijk  |               |
| 19.  | 27 maja | Pinerolo – Risoul                   | 162           | Górski        | Vincenzo Nibali      | Esteban Chaves     |               |
| 20.  | 28 maja | Guillestre – Vinadio                | 134           | Górski        | Rein Taaramäe        | Vincenzo Nibali    |               |
| 21.  | 29 maja | Cuneo – Turyn                       | 163           | Płaski        | Nikias Arndt         | Vincenzo Nibali    |               |

### Etap 1 – 06.05: Apeldoorn – 9,8 km
| #    | Zawodnik           | Zespół | Czas     |
| ---- | ------------------ | ------ | -------- |
| 1.   | Tom Dumoulin       | TGA    | 11' 03"  |
| 2.   | Primož Roglič      | TLJ    | + 0"     |
| 3.   | Andrey Amador      | MOV    | + 6"     |
|      |                    |        |          |
| 18.  | Łukasz Wiśniowski  | EQS    | + 20"    |
| 60.  | Rafał Majka        | TNK    | + 38"    |
| 143. | Przemysław Niemiec | LAM    | + 1' 04" |
| 164. | Paweł Poljański    | TNK    | + 1' 11" |

| #    | Zawodnik           | Zespół | Czas     |
| ---- | ------------------ | ------ | -------- |
| 1.   | Tom Dumoulin       | TGA    | 11' 03"  |
| 2.   | Primož Roglič      | TLJ    | + 0"     |
| 3.   | Andrey Amador      | MOV    | + 6"     |
|      |                    |        |          |
| 18.  | Łukasz Wiśniowski  | EQS    | + 20"    |
| 60.  | Rafał Majka        | TNK    | + 38"    |
| 143. | Przemysław Niemiec | LAM    | + 1' 04" |
| 164. | Paweł Poljański    | TNK    | + 1' 11" |

### Etap 2 – 07.05: Arnhem – Nijmegen – 190 km
| #    | Zawodnik           | Zespół | Czas       |
| ---- | ------------------ | ------ | ---------- |
| 1.   | Marcel Kittel      | EQS    | 4h 38' 31" |
| 2.   | Arnaud Démare      | FDJ    | + 0"       |
| 3.   | Sacha Modolo       | LAM    | + 0"       |
|      |                    |        |            |
| 31.  | Rafał Majka        | TNK    | + 0"       |
| 115. | Paweł Poljański    | TNK    | + 0"       |
| 128. | Przemysław Niemiec | LAM    | + 0"       |
| 165. | Łukasz Wiśniowski  | EQS    | + 0"       |

| #    | Zawodnik           | Zespół | Czas       |
| ---- | ------------------ | ------ | ---------- |
| 1.   | Tom Dumoulin       | TGA    | 4h 49' 34" |
| 2.   | Primož Roglič      | TLJ    | + 0"       |
| 3.   | Marcel Kittel      | EQS    | + 1"       |
|      |                    |        |            |
| 17.  | Łukasz Wiśniowski  | EQS    | + 20"      |
| 58.  | Rafał Majka        | TNK    | + 38"      |
| 126. | Przemysław Niemiec | LAM    | + 1' 04"   |
| 144. | Paweł Poljański    | TNK    | + 1' 11"   |

### Etap 3 – 08.05: Nijmegen – Arnhem – 190 km
| #    | Zawodnik           | Zespół | Czas       |
| ---- | ------------------ | ------ | ---------- |
| 1.   | Marcel Kittel      | EQS    | 4h 23' 45" |
| 2.   | Elia Viviani       | SKY    | + 0"       |
| 3.   | Giacomo Nizzolo    | TFR    | + 0"       |
|      |                    |        |            |
| 29.  | Rafał Majka        | TNK    | + 0"       |
| 54.  | Paweł Poljański    | TNK    | + 0"       |
| 64.  | Łukasz Wiśniowski  | EQS    | + 0"       |
| 112. | Przemysław Niemiec | LAM    | + 1' 37"   |

| #    | Zawodnik           | Zespół | Czas       |
| ---- | ------------------ | ------ | ---------- |
| 1.   | Marcel Kittel      | EQS    | 9h 13' 10" |
| 2.   | Tom Dumoulin       | TGA    | + 9"       |
| 3.   | Andrey Amador      | MOV    | + 15"      |
|      |                    |        |            |
| 12.  | Łukasz Wiśniowski  | EQS    | + 29"      |
| 39.  | Rafał Majka        | TNK    | + 47"      |
| 81.  | Paweł Poljański    | TNK    | + 1' 20"   |
| 112. | Przemysław Niemiec | LAM    | + 2' 50"   |

### Etap 4 – 10.05: Catanzaro – Praia a Mare – 200 km
| #    | Zawodnik           | Zespół | Czas       |
| ---- | ------------------ | ------ | ---------- |
| 1.   | Diego Ulissi       | LAM    | 4h 46' 51" |
| 2.   | Tom Dumoulin       | TGA    | + 5"       |
| 3.   | Steven Kruijswijk  | TLJ    | + 5"       |
|      |                    |        |            |
| 12.  | Rafał Majka        | TNK    | + 6"       |
| 38.  | Paweł Poljański    | TNK    | + 43"      |
| 124. | Przemysław Niemiec | LAM    | + 8' 10"   |
| 171. | Łukasz Wiśniowski  | EQS    | + 16' 12"  |

| #    | Zawodnik           | Zespół | Czas        |
| ---- | ------------------ | ------ | ----------- |
| 1.   | Tom Dumoulin       | TGA    | 14h 00' 09" |
| 2.   | Bob Jungels        | EQS    | + 20"       |
| 3.   | Diego Ulissi       | LAM    | + 20"       |
|      |                    |        |             |
| 13.  | Rafał Majka        | TNK    | + 45"       |
| 43.  | Paweł Poljański    | TNK    | + 1' 55"    |
| 124. | Przemysław Niemiec | LAM    | + 10' 52"   |
| 156. | Łukasz Wiśniowski  | EQS    | + 16' 33"   |

### Etap 5 – 11.05: Praia a Mare – Benewent – 233 km
| #    | Zawodnik           | Zespół | Czas       |
| ---- | ------------------ | ------ | ---------- |
| 1.   | André Greipel      | LTS    | 5h 40' 35" |
| 2.   | Arnaud Démare      | FDJ    | + 0"       |
| 3.   | Sonny Colbrelli    | BAR    | + 0"       |
|      |                    |        |            |
| 21.  | Rafał Majka        | TNK    | + 4"       |
| 59.  | Paweł Poljański    | TNK    | + 16"      |
| 103. | Przemysław Niemiec | LAM    | + 2' 02"   |
| 115. | Łukasz Wiśniowski  | EQS    | + 3' 16"   |

| #    | Zawodnik           | Zespół | Czas        |
| ---- | ------------------ | ------ | ----------- |
| 1.   | Tom Dumoulin       | TGA    | 19h 40' 48" |
| 2.   | Bob Jungels        | EQS    | + 16"       |
| 3.   | Diego Ulissi       | LAM    | + 20"       |
|      |                    |        |             |
| 13.  | Rafał Majka        | TNK    | + 45"       |
| 43.  | Paweł Poljański    | TNK    | + 2' 07"    |
| 113. | Przemysław Niemiec | LAM    | + 12' 50"   |
| 158. | Łukasz Wiśniowski  | EQS    | + 19' 45"   |

### Etap 6 – 12.05: Ponte – Roccaraso – 157 km
| #    | Zawodnik           | Zespół | Czas       |
| ---- | ------------------ | ------ | ---------- |
| 1.   | Tim Wellens        | LTS    | 4h 40' 05" |
| 2.   | Jakob Fuglsang     | AST    | + 1' 19"   |
| 3.   | Ilnur Zakarin      | KAT    | + 1' 19"   |
|      |                    |        |            |
| 9.   | Rafał Majka        | TNK    | + 1' 33"   |
| 37.  | Paweł Poljański    | TNK    | + 2' 52"   |
| 59.  | Przemysław Niemiec | LAM    | + 4' 47"   |
| 123. | Łukasz Wiśniowski  | EQS    | + 17' 30"  |

| #    | Zawodnik           | Zespół | Czas        |
| ---- | ------------------ | ------ | ----------- |
| 1.   | Tom Dumoulin       | TGA    | 24h 22' 15" |
| 2.   | Jakob Fuglsang     | AST    | + 26"       |
| 3.   | Ilnur Zakarin      | KAT    | + 28"       |
|      |                    |        |             |
| 12.  | Rafał Majka        | TNK    | + 56"       |
| 32.  | Paweł Poljański    | TNK    | + 3' 37"    |
| 67.  | Przemysław Niemiec | LAM    | + 16' 15"   |
| 163. | Łukasz Wiśniowski  | EQS    | + 35' 53"   |

### Etap 7 – 13.05: Sulmona – Foligno – 211 km
| #    | Zawodnik           | Zespół | Czas       |
| ---- | ------------------ | ------ | ---------- |
| 1.   | André Greipel      | LTS    | 5h 01' 08" |
| 2.   | Giacomo Nizzolo    | TFS    | + 0"       |
| 3.   | Sacha Modolo       | LAM    | + 0"       |
|      |                    |        |            |
| 30.  | Rafał Majka        | TNK    | + 0"       |
| 31.  | Paweł Poljański    | TNK    | + 0"       |
| 102. | Przemysław Niemiec | LAM    | + 1' 21"   |
| 165. | Łukasz Wiśniowski  | EQS    | + 4' 29"   |

| #    | Zawodnik           | Zespół | Czas        |
| ---- | ------------------ | ------ | ----------- |
| 1.   | Tom Dumoulin       | TGA    | 29h 23' 23" |
| 2.   | Jakob Fuglsang     | AST    | + 26"       |
| 3.   | Ilnur Zakarin      | KAT    | + 28"       |
|      |                    |        |             |
| 12.  | Rafał Majka        | TNK    | + 56"       |
| 32.  | Paweł Poljański    | TNK    | + 3' 37"    |
| 67.  | Przemysław Niemiec | LAM    | + 17' 36"   |
| 163. | Łukasz Wiśniowski  | EQS    | + 40' 22"   |

### Etap 8 – 14.05: Foligno – Arezzo – 186 km
| #    | Zawodnik           | Zespół | Czas       |
| ---- | ------------------ | ------ | ---------- |
| 1.   | Gianluca Brambilla | EQS    | 4h 14' 05" |
| 2.   | Matteo Montaguti   | ALM    | + 1' 06"   |
| 3.   | Moreno Moser       | CPT    | + 1' 27"   |
|      |                    |        |            |
| 11.  | Rafał Majka        | TNK    | + 1' 44"   |
| 56.  | Przemysław Niemiec | LAM    | + 8' 02"   |
| 60.  | Paweł Poljański    | TNK    | + 8' 02"   |
| 110. | Łukasz Wiśniowski  | EQS    | + 18' 05"  |

| #    | Zawodnik           | Zespół | Czas        |
| ---- | ------------------ | ------ | ----------- |
| 1.   | Gianluca Brambilla | EQS    | 33h 39' 14" |
| 2.   | Ilnur Zakarin      | KAT    | + 23"       |
| 3.   | Steven Kruijswijk  | TLJ    | + 33"       |
|      |                    |        |             |
| 8.   | Rafał Majka        | TNK    | + 54"       |
| 38.  | Paweł Poljański    | TNK    | + 9' 53"    |
| 60.  | Przemysław Niemiec | LAM    | + 23' 52"   |
| 161. | Łukasz Wiśniowski  | EQS    | + 56' 41"   |

### Etap 9 – 15.05: Radda in Chianti – Greve in Chianti – 40,5 km
| #    | Zawodnik             | Zespół | Czas     |
| ---- | -------------------- | ------ | -------- |
| 1.   | Primož Roglič        | TLJ    | 51' 45"  |
| 2.   | Mathias Brandle      | IAM    | + 10"    |
| 3.   | Vegard Stake Laengen | IAM    | + 17"    |
|      |                      |        |          |
| 30.  | Łukasz Wiśniowski    | EQS    | + 2' 52" |
| 31.  | Rafał Majka          | TNK    | + 2' 56" |
| 125. | Przemysław Niemiec   | LAM    | + 6' 04" |
| 129. | Paweł Poljański      | TNK    | + 6' 13" |

| #    | Zawodnik           | Zespół | Czas        |
| ---- | ------------------ | ------ | ----------- |
| 1.   | Gianluca Brambilla | EQS    | 34h 33' 04" |
| 2.   | Bob Jungels        | EQS    | + 1"        |
| 3.   | Andrey Amador      | MOV    | + 32"       |
|      |                    |        |             |
| 9.   | Rafał Majka        | TNK    | + 1' 45"    |
| 39.  | Paweł Poljański    | TNK    | + 14' 01"   |
| 62.  | Przemysław Niemiec | LAM    | + 27' 51"   |
| 157. | Łukasz Wiśniowski  | EQS    | + 57' 28"   |

### Etap 10 – 17.05: Campi Bisenzio – Sestola – 219 km
| #    | Zawodnik           | Zespół | Czas       |
| ---- | ------------------ | ------ | ---------- |
| 1.   | Giulio Ciccone     | BAR    | 5h 44' 32" |
| 2.   | Iwan Rownyj        | TNK    | + 42"      |
| 3.   | Darwin Atapuma     | BMC    | + 1' 20"   |
|      |                    |        |            |
| 11.  | Rafał Majka        | TNK    | + 2' 15"   |
| 30.  | Paweł Poljański    | TNK    | + 3' 08"   |
| 94.  | Przemysław Niemiec | LAM    | + 23' 32"  |
| 153. | Łukasz Wiśniowski  | EQS    | + 30' 37"  |

| #    | Zawodnik           | Zespół | Czas         |
| ---- | ------------------ | ------ | ------------ |
| 1.   | Bob Jungels        | EQS    | 40h 19' 52"  |
| 2.   | Andrey Amador      | MOV    | + 26"        |
| 3.   | Alejandro Valverde | MOV    | + 50"        |
|      |                    |        |              |
| 7.   | Rafał Majka        | TNK    | + 1' 44"     |
| 36.  | Paweł Poljański    | TNK    | + 14' 53"    |
| 71.  | Przemysław Niemiec | LAM    | + 49' 07"    |
| 153. | Łukasz Wiśniowski  | EQS    | + 1h 25' 49" |

### Etap 11 – 18.05: Modena – Asolo – 227 km
| #    | Zawodnik           | Zespół | Czas       |
| ---- | ------------------ | ------ | ---------- |
| 1.   | Diego Ulissi       | LAM    | 5h 44' 32" |
| 2.   | Andrey Amador      | MOV    | + 42"      |
| 3.   | Bob Jungels        | EQS    | + 1' 20"   |
|      |                    |        |            |
| 14.  | Rafał Majka        | TNK    | + 13"      |
| 93.  | Łukasz Wiśniowski  | EQS    | + 11' 56"  |
| 100. | Paweł Poljański    | TNK    | + 11' 56"  |
| 110. | Przemysław Niemiec | LAM    | + 13' 15"  |

| #    | Zawodnik           | Zespół | Czas         |
| ---- | ------------------ | ------ | ------------ |
| 1.   | Bob Jungels        | EQS    | 45h 16' 20"  |
| 2.   | Andrey Amador      | MOV    | + 24"        |
| 3.   | Alejandro Valverde | MOV    | + 1' 07"     |
|      |                    |        |              |
| 6.   | Rafał Majka        | TNK    | + 2' 01"     |
| 37.  | Paweł Poljański    | TNK    | + 26' 53"    |
| 75.  | Przemysław Niemiec | LAM    | + 1h 02' 26" |
| 148. | Łukasz Wiśniowski  | EQS    | + 1h 37' 49" |

### Etap 12 – 19.05: Noale – Bibione – 182 km
| #    | Zawodnik           | Zespół | Czas       |
| ---- | ------------------ | ------ | ---------- |
| 1.   | André Greipel      | LTS    | 4h 16' 00" |
| 2.   | Caleb Ewan         | OGE    | + 0"       |
| 3.   | Giacomo Nizzolo    | TFS    | + 0"       |
|      |                    |        |            |
| 28.  | Łukasz Wiśniowski  | EQS    | + 0"       |
| 78.  | Rafał Majka        | TNK    | + 0"       |
| 105. | Paweł Poljański    | TNK    | + 0"       |
| 170. | Przemysław Niemiec | LAM    | + 2' 47"   |

| #    | Zawodnik           | Zespół | Czas         |
| ---- | ------------------ | ------ | ------------ |
| 1.   | Bob Jungels        | EQS    | 49h 32' 20"  |
| 2.   | Andrey Amador      | MOV    | + 24"        |
| 3.   | Alejandro Valverde | MOV    | + 1' 07"     |
|      |                    |        |              |
| 6.   | Rafał Majka        | TNK    | + 2' 01"     |
| 37.  | Paweł Poljański    | TNK    | + 26' 53"    |
| 79.  | Przemysław Niemiec | LAM    | + 1h 05' 13" |
| 147. | Łukasz Wiśniowski  | EQS    | + 1h 37' 49" |

### Etap 13 – 20.05: Palmanova – Cividale del Friuli – 170 km
| #    | Zawodnik           | Zespół | Czas       |
| ---- | ------------------ | ------ | ---------- |
| 1.   | Mikel Nieve        | SKY    | 4h 31' 49" |
| 2.   | Giovanni Visconti  | MOV    | + 43"      |
| 3.   | Vincenzo Nibali    | AST    | + 1' 17"   |
|      |                    |        |            |
| 5.   | Rafał Majka        | TNK    | + 1' 17"   |
| 87.  | Paweł Poljański    | TNK    | + 25' 21"  |
| 107. | Przemysław Niemiec | LAM    | + 32' 43"  |
| 138. | Łukasz Wiśniowski  | EQS    | + 32' 43"  |

| #    | Zawodnik           | Zespół | Czas         |
| ---- | ------------------ | ------ | ------------ |
| 1.   | Andrey Amador      | MOV    | 54h 05' 50"  |
| 2.   | Bob Jungels        | EQS    | + 26"        |
| 3.   | Vincenzo Nibali    | AST    | + 41"        |
|      |                    |        |              |
| 6.   | Rafał Majka        | TNK    | + 1' 37"     |
| 48.  | Paweł Poljański    | TNK    | + 50' 33"    |
| 98.  | Przemysław Niemiec | LAM    | + 1h 36' 15" |
| 147. | Łukasz Wiśniowski  | EQS    | + 2h 08' 51" |

### Etap 14 – 21.05: Farra d’Alpago – Corvara – 210 km
| #    | Zawodnik           | Zespół | Czas       |
| ---- | ------------------ | ------ | ---------- |
| 1.   | Esteban Chaves     | OGE    | 6h 06' 16" |
| 2.   | Steven Kruijswijk  | TLJ    | + 0"       |
| 3.   | Georg Preidler     | TGA    | + 0"       |
|      |                    |        |            |
| 8.   | Rafał Majka        | TNK    | + 2' 29"   |
| 42.  | Paweł Poljański    | TNK    | + 17' 12"  |
| 151. | Łukasz Wiśniowski  | EQS    | + 43' 47"  |
| –    | Przemysław Niemiec | LAM    | DNF        |

| #    | Zawodnik          | Zespół | Czas         |
| ---- | ----------------- | ------ | ------------ |
| 1.   | Steven Kruijswijk | TLJ    | 60h 12' 43"  |
| 2.   | Vincenzo Nibali   | AST    | + 41"        |
| 3.   | Esteban Chaves    | OGE    | + 1' 32"     |
|      |                   |        |              |
| 6.   | Rafał Majka       | TNK    | + 3' 29"     |
| 44.  | Paweł Poljański   | TNK    | + 1h 07' 08" |
| 146. | Łukasz Wiśniowski | EQS    | + 2h 52' 01" |

### Etap 15 – 22.05: Kastelruth – Alpe di Siusi – 10,8 km
| #    | Zawodnik             | Zespół | Czas     |
| ---- | -------------------- | ------ | -------- |
| 1.   | Aleksander Foliforow | GAZ    | 28' 39"  |
| 2.   | Steven Kruijswijk    | TLJ    | + 0"     |
| 3.   | Alejandro Valverde   | MOV    | + 23"    |
|      |                      |        |          |
| 10.  | Rafał Majka          | TNK    | + 1' 09" |
| 54.  | Paweł Poljański      | TNK    | + 3' 20" |
| 102. | Łukasz Wiśniowski    | EQS    | + 4' 46" |

| #    | Zawodnik          | Zespół | Czas         |
| ---- | ----------------- | ------ | ------------ |
| 1.   | Steven Kruijswijk | TLJ    | 60h 41' 22"  |
| 2.   | Esteban Chaves    | OGE    | + 2' 12"     |
| 3.   | Vincenzo Nibali   | AST    | + 2' 51"     |
|      |                   |        |              |
| 5.   | Rafał Majka       | TNK    | + 4' 38"     |
| 43.  | Paweł Poljański   | TNK    | + 1h 10' 28" |
| 145. | Łukasz Wiśniowski | EQS    | + 2h 56' 47" |

### Etap 16 – 24.05: Bressanone – Andalo – 132 km
| #    | Zawodnik           | Zespół | Czas       |
| ---- | ------------------ | ------ | ---------- |
| 1.   | Alejandro Valverde | MOV    | 2h 58' 54" |
| 2.   | Steven Kruijswijk  | TLJ    | + 0"       |
| 3.   | Ilnur Zakarin      | KAT    | + 8"       |
|      |                    |        |            |
| 9.   | Rafał Majka        | TNK    | + 50"      |
| 30.  | Paweł Poljański    | TNK    | + 10' 49"  |
| 142. | Łukasz Wiśniowski  | EQS    | + 18' 05"  |

| #    | Zawodnik           | Zespół | Czas         |
| ---- | ------------------ | ------ | ------------ |
| 1.   | Steven Kruijswijk  | TLJ    | 63h 40' 10"  |
| 2.   | Esteban Chaves     | OGE    | + 3' 00"     |
| 3.   | Alejandro Valverde | MOV    | + 3' 23"     |
|      |                    |        |              |
| 6.   | Rafał Majka        | TNK    | + 5' 34"     |
| 40.  | Paweł Poljański    | TNK    | + 1h 21' 23" |
| 144. | Łukasz Wiśniowski  | EQS    | + 3h 14' 58" |

### Etap 17 – 25.05: Molveno – Cassano d’Adda – 196 km
| #   | Zawodnik          | Zespół | Czas       |
| --- | ----------------- | ------ | ---------- |
| 1.  | Roger Kluge       | IAM    | 4h 31' 29" |
| 2.  | Giacomo Nizzolo   | TFS    | + 0"       |
| 3.  | Nikias Arndt      | TGA    | + 0"       |
|     |                   |        |            |
| 14. | Łukasz Wiśniowski | EQS    | + 0"       |
| 26. | Rafał Majka       | TNK    | + 0"       |
| 54. | Paweł Poljański   | TNK    | + 0"       |

| #    | Zawodnik           | Zespół | Czas         |
| ---- | ------------------ | ------ | ------------ |
| 1.   | Steven Kruijswijk  | TLJ    | 68h 11' 39"  |
| 2.   | Esteban Chaves     | OGE    | + 3' 00"     |
| 3.   | Alejandro Valverde | MOV    | + 3' 23"     |
|      |                    |        |              |
| 6.   | Rafał Majka        | TNK    | + 5' 34"     |
| 40.  | Paweł Poljański    | TNK    | + 1h 21' 23" |
| 140. | Łukasz Wiśniowski  | EQS    | + 3h 14' 58" |

### Etap 18 – 26.05: Muggiò – Pinerolo – 244 km
| #   | Zawodnik           | Zespół | Czas       |
| --- | ------------------ | ------ | ---------- |
| 1.  | Matteo Trentin     | EQS    | 5h 25' 34" |
| 2.  | Moreno Moser       | CPT    | + 0"       |
| 3.  | Gianluca Brambilla | EQS    | + 0"       |
|     |                    |        |            |
| 26. | Rafał Majka        | TNK    | + 13' 24"  |
| 52. | Paweł Poljański    | TNK    | + 15' 51"  |
| 92. | Łukasz Wiśniowski  | EQS    | + 23' 22"  |

| #    | Zawodnik           | Zespół | Czas         |
| ---- | ------------------ | ------ | ------------ |
| 1.   | Steven Kruijswijk  | TLJ    | 73h 50' 37"  |
| 2.   | Esteban Chaves     | OGE    | + 3' 00"     |
| 3.   | Alejandro Valverde | MOV    | + 3' 23"     |
|      |                    |        |              |
| 6.   | Rafał Majka        | TNK    | + 5' 34"     |
| 40.  | Paweł Poljański    | TNK    | + 1h 23' 50" |
| 143. | Łukasz Wiśniowski  | EQS    | + 3h 24' 56" |

### Etap 19 – 27.05: Pinerolo – Risoul – 162 km
| #    | Zawodnik          | Zespół | Czas       |
| ---- | ----------------- | ------ | ---------- |
| 1.   | Vincenzo Nibali   | AST    | 4h 19' 54" |
| 2.   | Mikel Nieve       | SKY    | + 51"      |
| 3.   | Esteban Chaves    | OGE    | + 53"      |
|      |                   |        |            |
| 5.   | Rafał Majka       | TNK    | + 2' 14"   |
| 38.  | Paweł Poljański   | TNK    | + 15' 55"  |
| 108. | Łukasz Wiśniowski | EQS    | + 36' 31"  |

| #    | Zawodnik          | Zespół | Czas         |
| ---- | ----------------- | ------ | ------------ |
| 1.   | Esteban Chaves    | OGE    | 78h 14' 20"  |
| 2.   | Vincenzo Nibali   | AST    | + 44"        |
| 3.   | Steven Kruijswijk | TLJ    | + 1' 05"     |
|      |                   |        |              |
| 5.   | Rafał Majka       | TNK    | + 3' 59"     |
| 38.  | Paweł Poljański   | TNK    | + 1h 35' 56" |
| 139. | Łukasz Wiśniowski | EQS    | + 3h 57' 38" |

### Etap 20 – 28.05: Guillestre – Vinadio – 134 km
| #    | Zawodnik          | Zespół | Czas       |
| ---- | ----------------- | ------ | ---------- |
| 1.   | Rein Taaramäe     | KAT    | 4h 22' 43" |
| 2.   | Darwin Atapuma    | BMC    | + 52"      |
| 3.   | Joe Dombrowski    | CPT    | + 1' 17"   |
|      |                   |        |            |
| 10.  | Rafał Majka       | TNK    | + 8' 06"   |
| 44.  | Paweł Poljański   | TNK    | + 22' 09"  |
| 136. | Łukasz Wiśniowski | EQS    | + 45' 06"  |

| #    | Zawodnik           | Zespół | Czas         |
| ---- | ------------------ | ------ | ------------ |
| 1.   | Vincenzo Nibali    | AST    | 82h 44' 31"  |
| 2.   | Esteban Chaves     | OGE    | + 52"        |
| 3.   | Alejandro Valverde | MOV    | + 1' 17"     |
|      |                    |        |              |
| 5.   | Rafał Majka        | TNK    | + 4' 37"     |
| 35.  | Paweł Poljański    | TNK    | + 1h 50' 37" |
| 139. | Łukasz Wiśniowski  | EQS    | + 4h 35' 16" |

### Etap 21 – 29.05: Cuneo – Turyn – 163 km
| #    | Zawodnik          | Zespół | Czas       |
| ---- | ----------------- | ------ | ---------- |
| 1.   | Nikias Arndt      | TGA    | 3h 48' 18" |
| 2.   | Matteo Trentin    | EQS    | + 0"       |
| 3.   | Sacha Modolo      | LAM    | + 0"       |
|      |                   |        |            |
| 22.  | Rafał Majka       | TNK    | + 0"       |
| 72.  | Paweł Poljański   | TNK    | + 0"       |
| 101. | Łukasz Wiśniowski | EQS    | + 0"       |

| #    | Zawodnik           | Zespół | Czas         |
| ---- | ------------------ | ------ | ------------ |
| 1.   | Vincenzo Nibali    | AST    | 86h 32' 49"  |
| 2.   | Esteban Chaves     | OGE    | + 52"        |
| 3.   | Alejandro Valverde | MOV    | + 1' 17"     |
|      |                    |        |              |
| 5.   | Rafał Majka        | TNK    | + 4' 37"     |
| 35.  | Paweł Poljański    | TNK    | + 1h 50' 37" |
| 138. | Łukasz Wiśniowski  | EQS    | + 4h 35' 16" |

## Posiadacze koszulek po poszczególnych etapach
| Etap                 | Zwycięzca            | Generalna Maglia rosa | Górska Maglia azzurra | Punktowa Maglia rossa | Młodzieżowa Maglia bianca | Trofeo Fast Team   | Trofeo Super Team  |
| -------------------- | -------------------- | --------------------- | --------------------- | --------------------- | ------------------------- | ------------------ | ------------------ |
| 1                    | Tom Dumoulin         | Tom Dumoulin          | –                     | Tom Dumoulin          | Tobias Ludvigsson         | Team Giant-Alpecin | Team Giant-Alpecin |
| 2                    | Marcel Kittel        | Tom Dumoulin          | Omar Fraile           | Marcel Kittel         | Tobias Ludvigsson         | Team Giant-Alpecin | Team Giant-Alpecin |
| 3                    | Marcel Kittel        | Marcel Kittel         | Maarten Tjallingii    | Marcel Kittel         | Tobias Ludvigsson         | Team Giant-Alpecin | Etixx-Quick Step   |
| 4                    | Diego Ulissi         | Tom Dumoulin          | Damiano Cunego        | Marcel Kittel         | Bob Jungels               | Pro Team Astana    | Etixx-Quick Step   |
| 5                    | André Greipel        | Tom Dumoulin          | Damiano Cunego        | Marcel Kittel         | Bob Jungels               | Pro Team Astana    | Etixx-Quick Step   |
| 6                    | Tim Wellens          | Tom Dumoulin          | Damiano Cunego        | Marcel Kittel         | Bob Jungels               | Pro Team Astana    | Etixx-Quick Step   |
| 7                    | André Greipel        | Tom Dumoulin          | Tim Wellens           | André Greipel         | Bob Jungels               | Pro Team Astana    | Lotto Soudal       |
| 8                    | Gianluca Brambilla   | Gianluca Brambilla    | Tim Wellens           | André Greipel         | Bob Jungels               | Etixx-Quick Step   | Etixx-Quick Step   |
| 9                    | Primož Roglič        | Gianluca Brambilla    | Tim Wellens           | André Greipel         | Bob Jungels               | Etixx-Quick Step   | Etixx-Quick Step   |
| 10                   | Giulio Ciccone       | Bob Jungels           | Damiano Cunego        | André Greipel         | Bob Jungels               | Movistar Team      | Etixx-Quick Step   |
| 11                   | Diego Ulissi         | Bob Jungels           | Damiano Cunego        | André Greipel         | Bob Jungels               | Movistar Team      | Etixx-Quick Step   |
| 12                   | André Greipel        | Bob Jungels           | Damiano Cunego        | André Greipel         | Bob Jungels               | Movistar Team      | Etixx-Quick Step   |
| 13                   | Mikel Nieve          | Andrey Amador         | Damiano Cunego        | Giacomo Nizzolo       | Bob Jungels               | Movistar Team      | Etixx-Quick Step   |
| 14                   | Esteban Chaves       | Steven Kruijswijk     | Damiano Cunego        | Giacomo Nizzolo       | Bob Jungels               | Pro Team Astana    | Etixx-Quick Step   |
| 15                   | Aleksander Foliforow | Steven Kruijswijk     | Damiano Cunego        | Giacomo Nizzolo       | Bob Jungels               | Pro Team Astana    | Team LottoNL-Jumbo |
| 16                   | Alejandro Valverde   | Steven Kruijswijk     | Damiano Cunego        | Giacomo Nizzolo       | Bob Jungels               | Pro Team Astana    | Team LottoNL-Jumbo |
| 17                   | Roger Kluge          | Steven Kruijswijk     | Damiano Cunego        | Giacomo Nizzolo       | Bob Jungels               | Pro Team Astana    | Team LottoNL-Jumbo |
| 18                   | Matteo Trentin       | Steven Kruijswijk     | Damiano Cunego        | Giacomo Nizzolo       | Bob Jungels               | Pro Team Astana    | Etixx-Quick Step   |
| 19                   | Vincenzo Nibali      | Esteban Chaves        | Damiano Cunego        | Giacomo Nizzolo       | Bob Jungels               | Pro Team Astana    | Etixx-Quick Step   |
| 20                   | Rein Taaramäe        | Vincenzo Nibali       | Mikel Nieve           | Giacomo Nizzolo       | Bob Jungels               | Pro Team Astana    | Etixx-Quick Step   |
| 21                   | Nikias Arndt         | Vincenzo Nibali       | Mikel Nieve           | Giacomo Nizzolo       | Bob Jungels               | Pro Team Astana    | Etixx-Quick Step   |
| Klasyfikacja końcowa | Klasyfikacja końcowa | Vincenzo Nibali       | Mikel Nieve           | Giacomo Nizzolo       | Bob Jungels               | Pro Team Astana    | Etixx-Quick Step   |

## Klasyfikacje końcowe

### Klasyfikacja generalna
|     | Zawodnik           | Zespół                 | Czas         |
| --- | ------------------ | ---------------------- | ------------ |
| 1   | Vincenzo Nibali    | Pro Team Astana        | 86h 32' 49"  |
| 2   | Esteban Chaves     | Orica-GreenEDGE        | + 52"        |
| 3   | Alejandro Valverde | Movistar Team          | + 1' 17"     |
| 4   | Steven Kruijswijk  | Team LottoNL-Jumbo     | + 1' 50"     |
| 5   | Rafał Majka        | Tinkoff                | + 4' 37"     |
| 6   | Bob Jungels        | Etixx-Quick Step       | + 8' 31"     |
| 7   | Rigoberto Urán     | Cannondale Pro Cycling | + 11' 47"    |
| 8   | Andrey Amador      | Movistar Team          | + 13' 21"    |
| 9   | Darwin Atapuma     | BMC Racing Team        | + 14' 09"    |
| 10  | Kanstancin Siucou  | Team Dimension Data    | + 16' 20"    |
|     |                    |                        |              |
| 35  | Paweł Poljański    | Tinkoff                | + 1h 50' 37" |
| 138 | Łukasz Wiśniowski  | Etixx-Quick Step       | + 4h 35' 16" |

|    | Zawodnik           | Zespół             | Punkty |
| -- | ------------------ | ------------------ | ------ |
| 1  | Giacomo Nizzolo    | Trek-Segafredo     | 209    |
| 2  | Matteo Trentin     | Etixx-Quick Step   | 184    |
| 3  | Sacha Modolo       | Lampre-Merida      | 163    |
| 4  | Diego Ulissi       | Lampre-Merida      | 156    |
| 5  | Daniel Oss         | BMC Racing Team    | 133    |
| 6  | Maarten Tjallingii | Team LottoNL-Jumbo | 103    |
| 7  | Alejandro Valverde | Movistar Team      | 92     |
| 8  | Nikias Arndt       | Team Giant-Alpecin | 88     |
| 9  | Aleksander Porsiew | Team Katusha       | 80     |
| 10 | Steven Kruijswijk  | Team LottoNL-Jumbo | 76     |
|    |                    |                    |        |
| 36 | Rafał Majka        | Tinkoff            | 27     |
| 96 | Łukasz Wiśniowski  | Etixx-Quick Step   | 2      |

|    | Zawodnik             | Zespół             | Punkty |
| -- | -------------------- | ------------------ | ------ |
| 1  | Mikel Nieve          | Team Sky           | 152    |
| 2  | Damiano Cunego       | Nippo-Vini Fantini | 134    |
| 3  | Darwin Atapuma       | BMC Racing Team    | 118    |
| 4  | Stefan Denifl        | IAM Cycling        | 109    |
| 5  | Giovanni Visconti    | Movistar Team      | 77     |
| 6  | Aleksander Foliforow | Gazprom-RusVelo    | 66     |
| 7  | Rein Taaramäe        | Team Katusha       | 62     |
| 8  | David López          | Team Sky           | 54     |
| 9  | Michele Scarponi     | Pro Team Astana    | 51     |
| 10 | Steven Kruijswijk    | Team LottoNL-Jumbo | 42     |
|    |                      |                    |        |
| 43 | Rafał Majka          | Tinkoff            | 6      |

|    | Zawodnik             | Zespół                 | Czas         |
| -- | -------------------- | ---------------------- | ------------ |
| 1  | Bob Jungels          | Etixx-Quick Step       | 86h 41' 20"  |
| 2  | Sebastián Henao      | Team Sky               | + 29' 38"    |
| 3  | Valerio Conti        | Lampre-Merida          | + 1h 10' 07" |
| 4  | Davide Formolo       | Cannondale Pro Cycling | + 1h 18' 48" |
| 5  | Joe Dombrowski       | Cannondale Pro Cycling | + 1h 24' 25" |
| 6  | Merhawi Kudus        | Team Dimension Data    | + 1h 46' 03" |
| 7  | Carlos Verona        | Etixx-Quick Step       | + 1h 57' 26" |
| 8  | Aleksander Foliforow | Gazprom-RusVelo        | + 1h 58' 06" |
| 9  | Nathan Brown         | Cannondale Pro Cycling | + 2h 06' 47" |
| 10 | Tobias Ludvigsson    | Team Giant-Alpecin     | + 2h 12' 42" |
|    |                      |                        |              |
| 34 | Łukasz Wiśniowski    | Etixx-Quick Step       | + 4h 26' 45" |

|    | Zespół                 | Czas         |
| -- | ---------------------- | ------------ |
| 1  | Pro Team Astana        | 260h 40' 35" |
| 2  | Cannondale Pro Cycling | + 6' 57"     |
| 3  | Movistar Team          | + 21' 00"    |
| 4  | Ag2r-La Mondiale       | + 53' 52"    |
| 5  | Team Sky               | + 1h 04' 21" |
| 6  | Etixx-Quick Step       | + 1h 37' 53" |
| 7  | Tinkoff                | + 1h 40' 44” |
| 8  | Team Katusha           | + 2h 06' 36" |
| 9  | Team Dimension Data    | + 2h 53' 26" |
| 10 | Lampre-Merida          | + 3h 15' 00" |

|    | \| \| Zespół \| Punkty \| \| -- \| ------------------ \| ------ \| \| 1 \| Etixx-Quick Step \| 506 \| \| 2 \| Team LottoNL-Jumbo \| 397 \| \| 3 \| Lampre-Merida \| 361 \| \| 4 \| Movistar Team \| 339 \| \| 5 \| Lotto Soudal \| 303 \| \| 6 \| Team Katusha \| 293 \| \| 7 \| Team Giant-Alpecin \| 280 \| \| 8 \| BMC Racing Team \| 232 \| \| 9 \| Orica-GreenEDGE \| 220 \| \| 10 \| Trek-Segafredo \| 216 \| |        |
|    | Zespół | Punkty |
| 1  | Etixx-Quick Step | 506    |
| 2  | Team LottoNL-Jumbo | 397    |
| 3  | Lampre-Merida | 361    |
| 4  | Movistar Team | 339    |
| 5  | Lotto Soudal | 303    |
| 6  | Team Katusha | 293    |
| 7  | Team Giant-Alpecin | 280    |
| 8  | BMC Racing Team | 232    |
| 9  | Orica-GreenEDGE | 220    |
| 10 | Trek-Segafredo | 216    |